# Gare centrale de Cracovie
La gare centrale de Cracovie (en polonais: Kraków Główny) est la plus importante gare de chemin de fer de Cracovie, en Pologne. Le bâtiment principal, construit de 1844 à 1847, est parallèle aux voies.

## Histoire
Les travaux débutent alors que la ville, dite « ville libre de Cracovie », est un État sous tutelle de l'empire russe, du royaume de Prusse et de l'empire d'Autriche. La ville est annexée en 1846 par l'Autriche à la suite d'une insurrection.
La gare ouvre l'année suivante, le 13 octobre 1847, avec le premier départ de train en direction de Mysłowice.

## Galerie

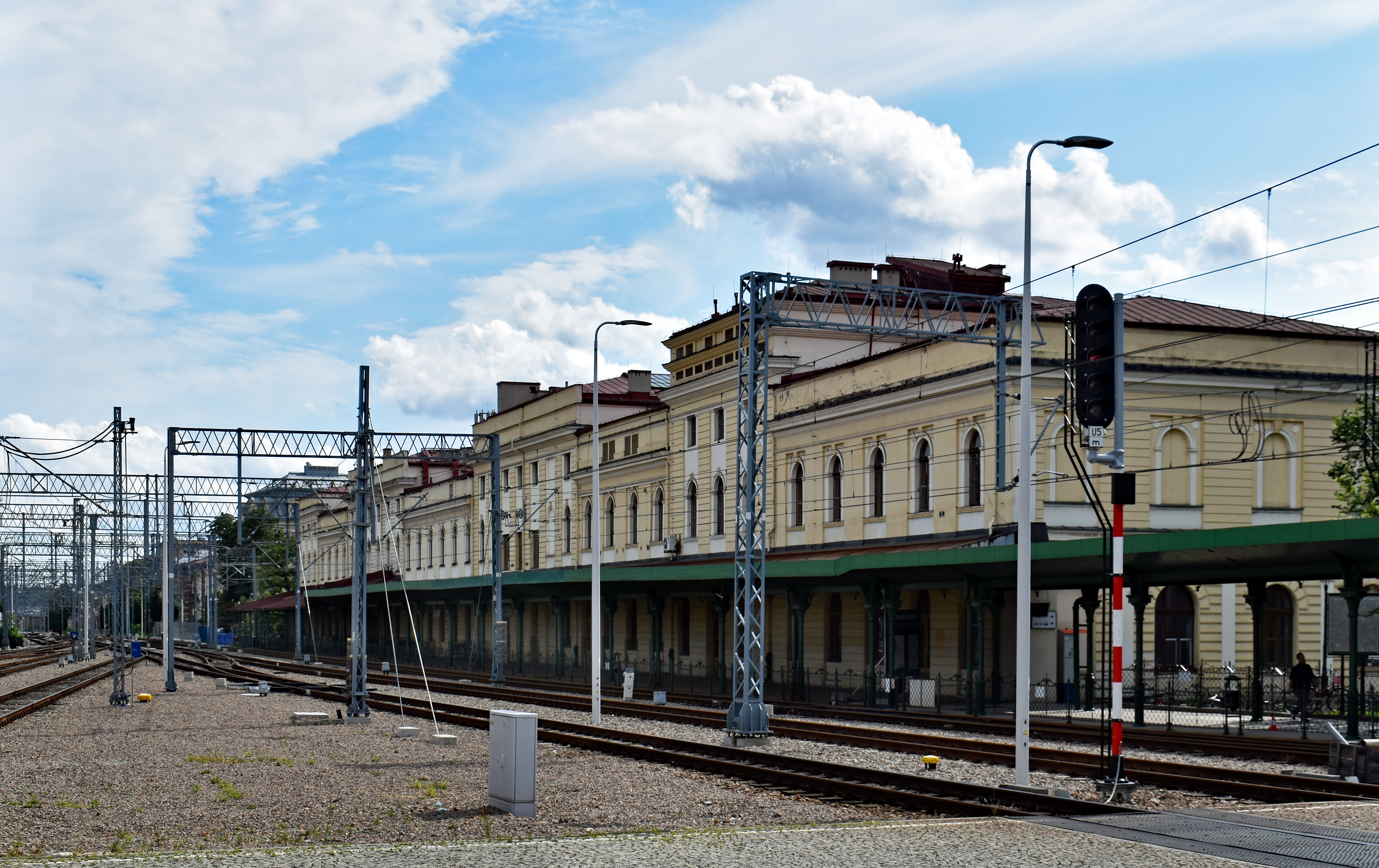
Ancienne gare.
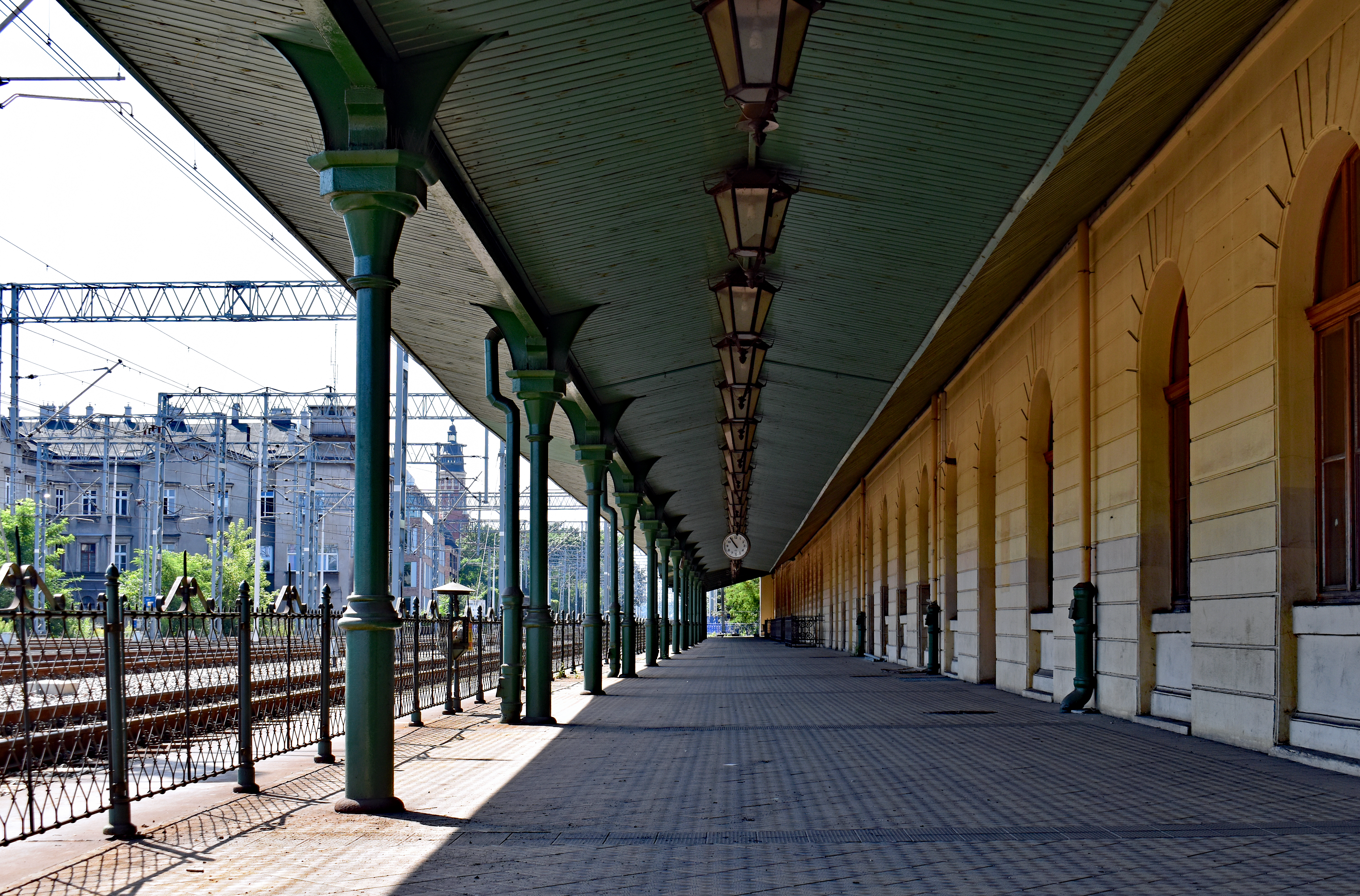
Quai 1 de l’ancienne gare.
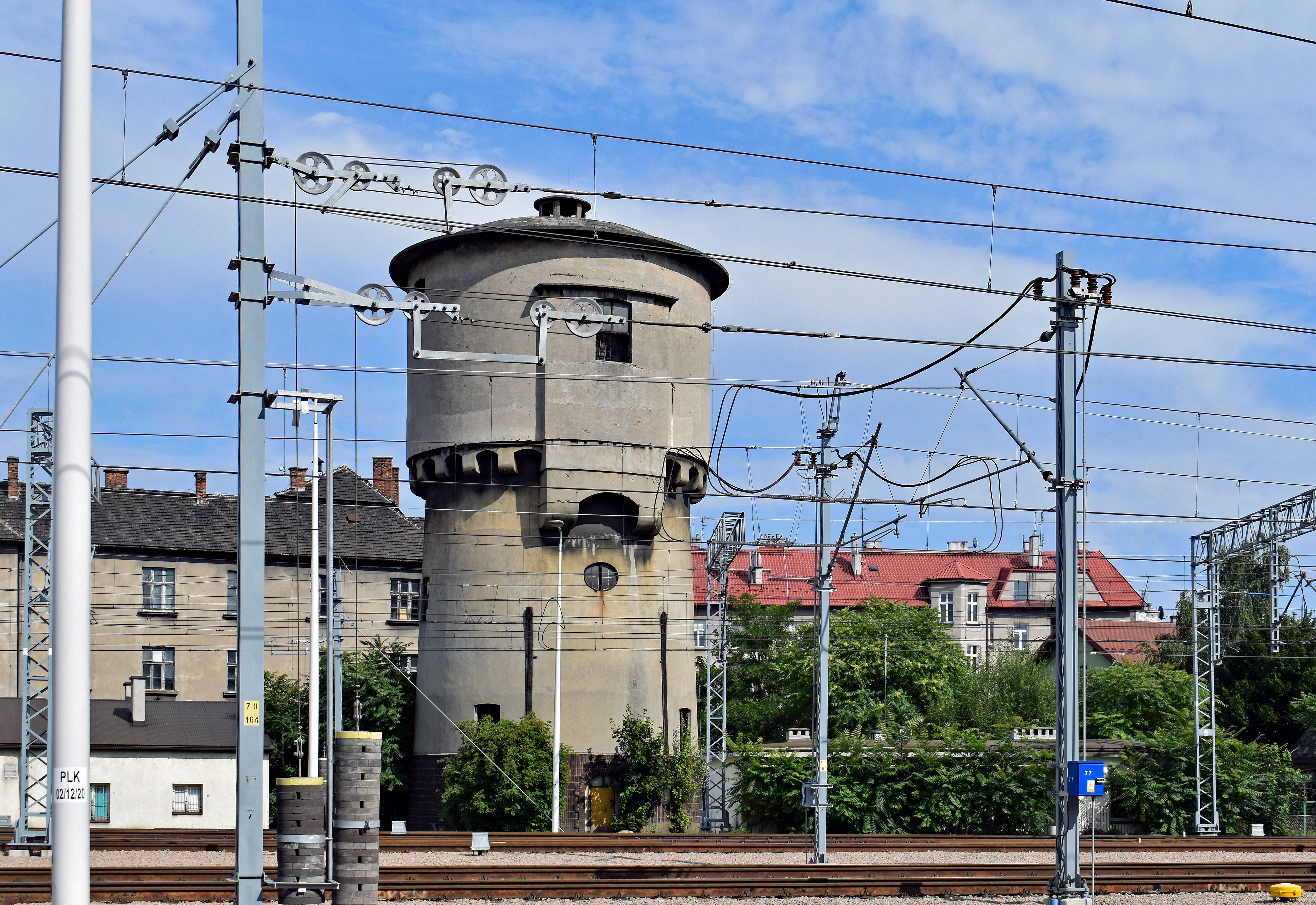
Tour à eau, rue Bosacka.
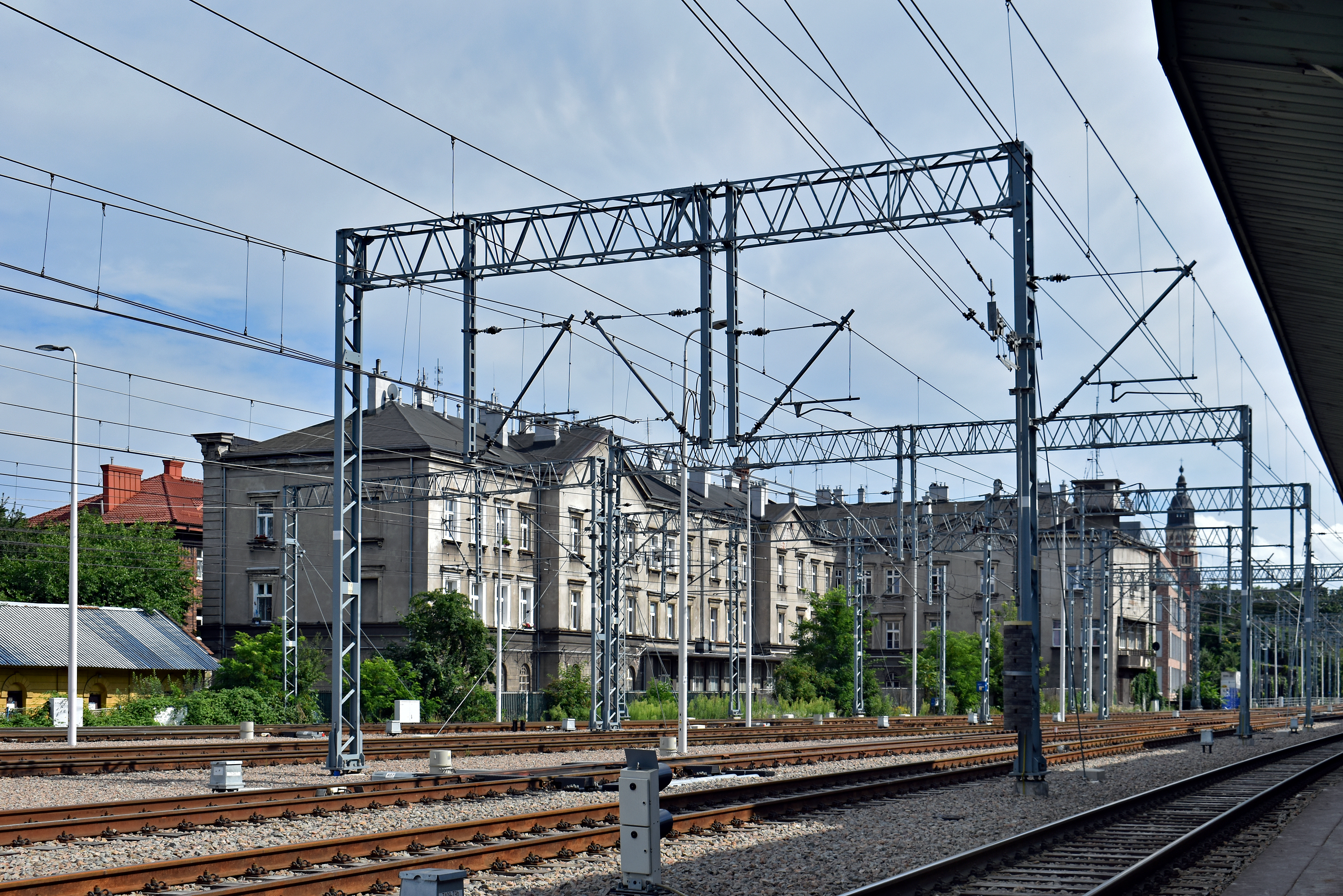
Immeubles des fonctionnaires et cheminots, rue Lubicz 10a-10d.
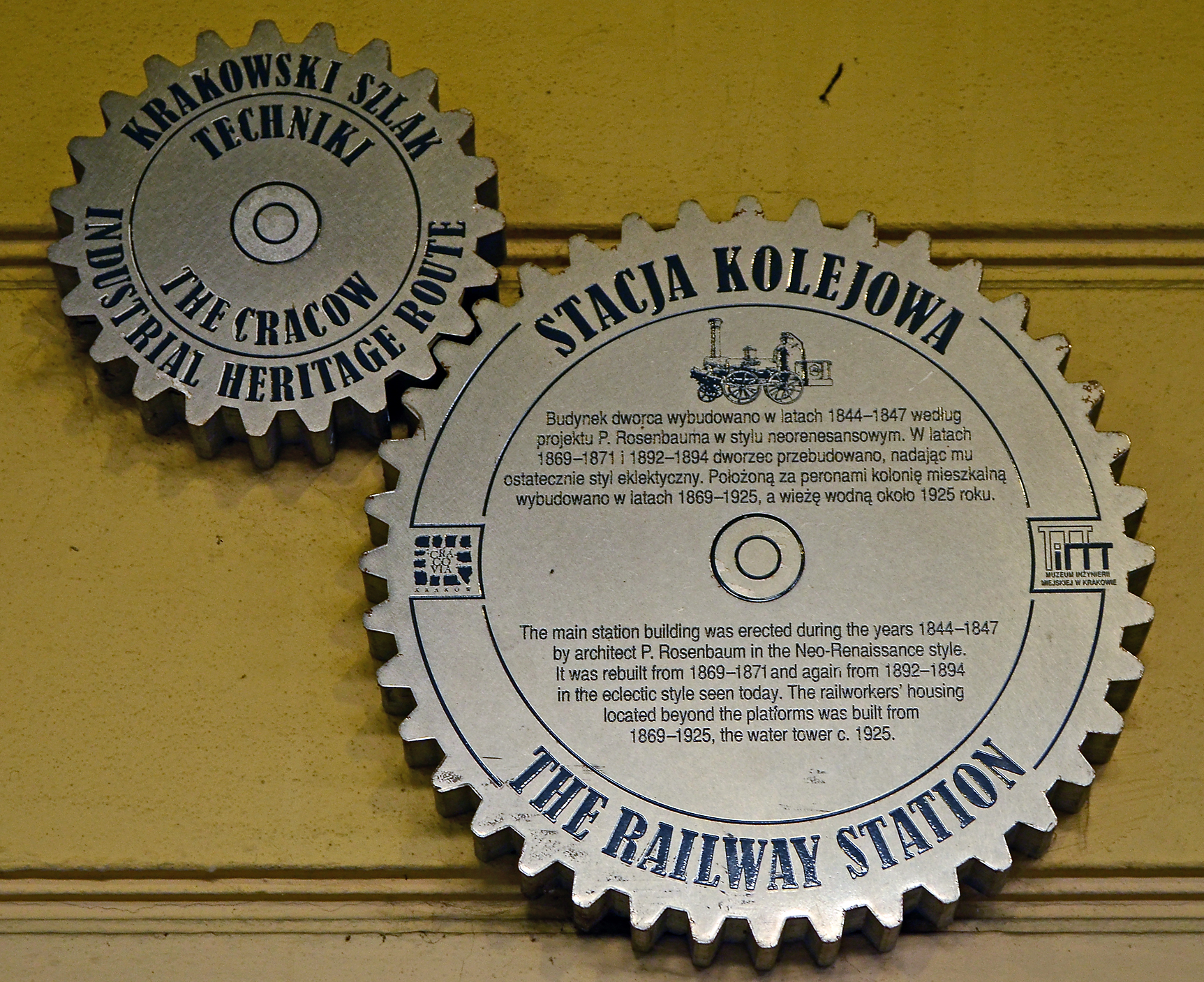
Signalisation de la gare sur le Circuit technique de Cracovie.
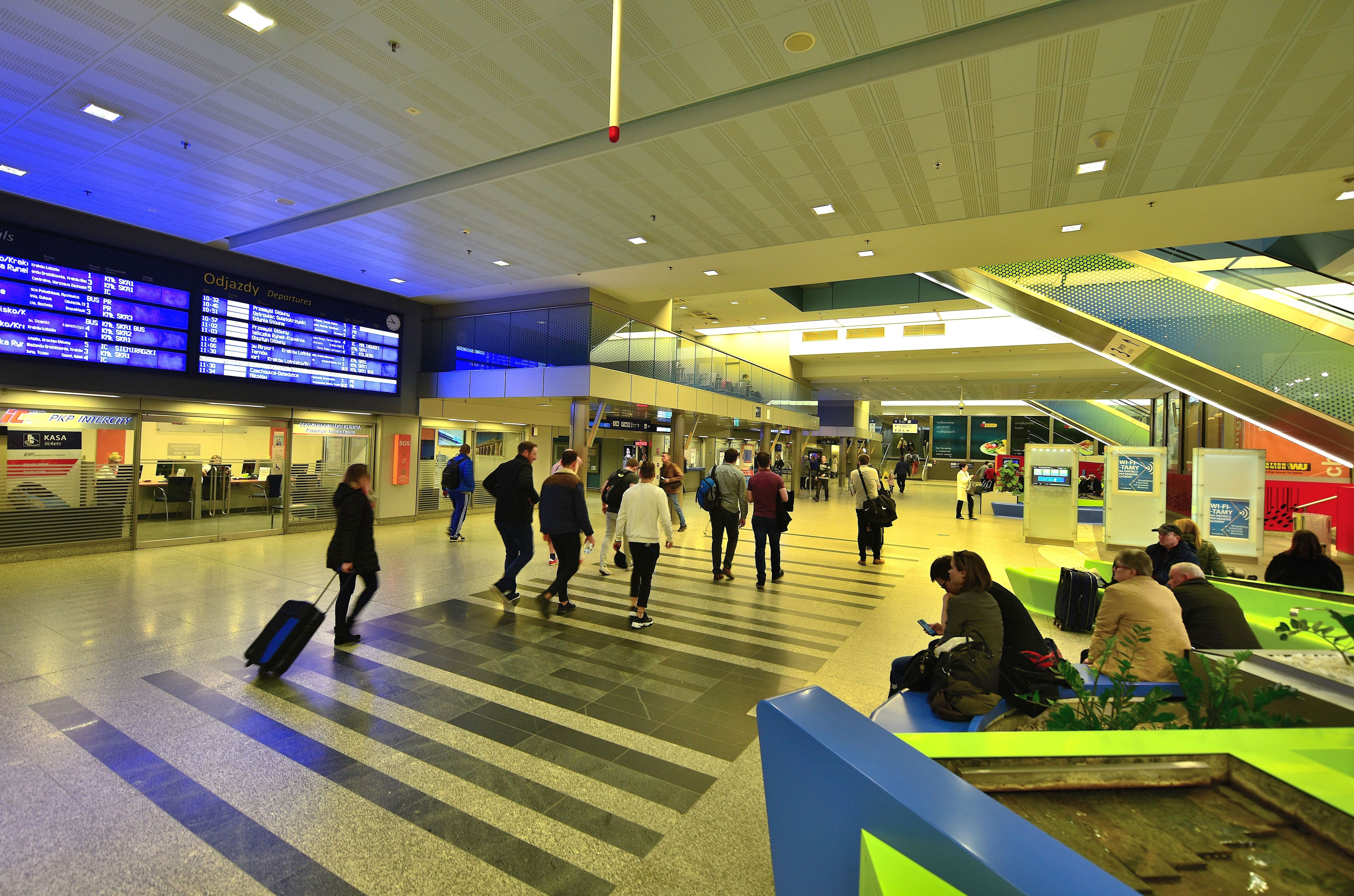
Salle souterraine de la gare principale de Cracovie (2019).